# Leonardo Sbaraglia
Leonardo Máximo Sbaraglia (Buenos Aires, 30 giugno 1970) è un attore argentino.

## Biografia
Figlio d'arte, la madre Roxana Randon è un'attrice e direttrice di una scuola di recitazione. Debutta giovanissimo, a 16 anni, nel film drammatico La notte delle matite spezzate (1986), ispirato a un fatto realmente accaduto, durante la repressione dei movimenti studenteschi, avvenuta nel 1976 in Argentina durante la guerra sporca. Nei successivi sette anni recita in serie televisive argentine, diventando popolare con la prima, Clave de sol (1990), indirizzata a un pubblico di adolescenti.
Nel 1993 inizia il periodo argentino in cui alterna il cinema al teatro, recitando in molti film del regista Marcelo Piñeyro, dall'opera prima del regista, Tango Feroz: La leyenda de tanguito (1993), al film  Plata quemada (2000), che vince il Premio Goya per il miglior film straniero in lingua spagnola. Co-prodotto fra paesi sudamericani ed europei (Argentina, Uruguay, Spagna e Francia), il film segna l'inizio del periodo spagnolo ed europeo di Leonardo Sbaraglia. 
Dal 2001 si trasferìsce in Spagna e con il primo film, Intacto, nello stesso anno vince il Premio Goya per il miglior attore rivelazione. Appartengono al suo periodo europeo due film di coproduzione italiana. Il primo, Nowhere (2002), diretto da Luis Sepúlveda, è ambientato in una dittatura sudamericana, mentre il secondo, Per amare Carmen (2003), è diretto da Vicente Aranda. Nel 2007 esce in Spagna (e resta molto poco nelle sale) il film Concursante. Nel 2009 esce anche in Italia il film Valérie - Diario di una ninfomane di Christian Molina, tratto dall'omonimo romanzo di Valérie Tasso. Nel 2019 recita in Dolor y gloria, diretto da Pedro Almodóvar.

## Vita privata
È sposato dal 2001 con la scultrice Guadalupe Marin, da cui ha avuto una figlia, Julia, nata nel 2005.

## Filmografia parziale

### Cinema
- La notte delle matite spezzate (La noche de los lápices), regia di Héctor Olivera (1986)
- Tango Feroz: La leyenda de tanguito regia di Marcelo Piñeyro (1993)
- Cenizas del paraíso, regia di Marcelo Piñeyro (1997)
- Plata quemada, regia di Marcelo Piñeyro (2000)
- Intacto, regia di Juan Carlos Fresnadillo (2001)
- Nowhere, regia di Luis Sepúlveda (2002)
- Per amare Carmen, regia di Vicente Aranda (2003)
- La puta y la ballena, regia di Luis Puenzo (2004)
- Salvador - 26 anni contro (Salvador (Puig Antich)), regia di Manuel Huerga (2006)
- Concursante, regia di Rodrigo Cortés (2007)
- Valérie - Diario di una ninfomane, regia di Christian Molina (2009)
- Lo que el tiempo nos dejó (2010)
- El campo, regia di Hernán Belón (2011)
- Red Lights, regia di Rodrigo Cortés (2012)
- Una pistola en cada mano, regia di Cesc Gay (2012)
- Choele, regia di Juan Sasiaín (2013)
- Storie pazzesche (Relatos salvajes), regia di Damián Szifrón (2014)
- Il sangue in bocca (Sangre en la boca), regia di Hernán Belón (2016)
- Neve nera (Nieve negra), regia di Martín Hodara (2017)
- L'altro fratello (El otro hermano), regia di Israel Adrián Caetano (2017)
- Acusada, regia di Gonzalo Tobal (2018)
- Dolor y gloria, regia di Pedro Almodóvar (2019)
- Wasp Network, regia di Olivier Assayas (2019)
- Inciso nelle ossa (Legado en los huesos), regia di Fernando González Molina (2019)
- Offerta alla tormenta (Ofrenda a la tormenta), regia di Fernando González Molina (2020)
- Origini segrete (Orígenes secretos), regia di David Galán Galindo (2020)
- Bird Box Barcellona (Bird Box Barcelona), regia di Álex Pastor e David Pastor (2023)
- Blondi, regia di Dolores Fonzi (2023)
- L'uomo che amava gli UFO (El hombre que amaba los platos voladores), regia di Diego Lerman (2024)

### Televisione
- Clave de sol serie TV, (1990)
- Al filo de la ley - serie TV, 13 episodi (2005)
- Luna, el misterio de Calenda - serie TV, 20 episodi (2012-2013)
- Maradona: sogno benedetto (Maradona: sueño bendito) - serie (2021)
- Todos mienten - serie TV, 6 episodi (2022)
- Menem - serie TV, 6 episodi (2025)

## Doppiatori italiani
Nelle versioni in italiano delle opere in cui ha recitato, Leonardo Sbaraglia è stato doppiato da:
- Alessio Cigliano in Intacto
- Luca Ward in Per amare Carmen
- Luigi Diberti in Salvador - 26 anni contro
- Alberto Angrisano in Valérie - Diario di un ninfomane, Origini segrete
- Marco Foschi in El campo
- Stefano Benassi in Red Lights
- Christian Iansante in Storie pazzesche
- Stefano Billi in Neve nera
- Sandro Acerbo in Dolor y gloria
- Stefano Thermes in Wasp Network
- Gianluca Machelli ne Inciso nelle ossa
- Giuliano Bonetto in Maradona: sogno benedetto
- Mario Cordova ne L'uomo che amava gli UFO